# Monohelea estonica
Monohelea estonica är en tvåvingeart som beskrevs av Remm 1965. Monohelea estonica ingår i släktet Monohelea och familjen svidknott. Inga underarter finns listade i Catalogue of Life.